# Robert Higgs

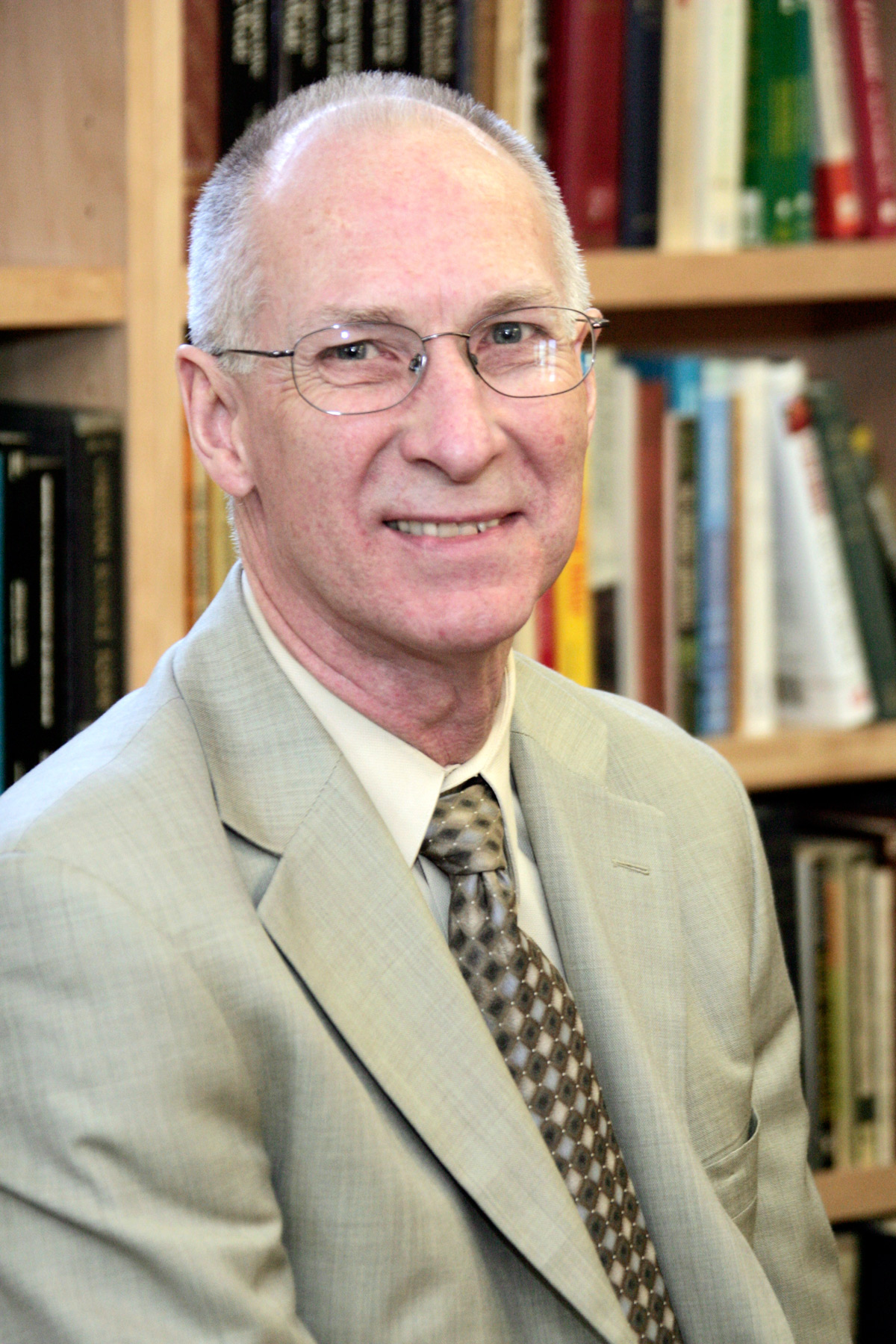
Robert Higgs

Robert Higgs (1º febbraio 1944) è un economista statunitense, esponente della scuola austriaca.

## Carriera
Nel 1965 ottenne cum laude il suo bachelor in economia alla San Francisco State University. Tre anni dopo ottiene il suo Ph.D. alla Johns Hopkins University.
Dal settembre 1994 è membro dell'Independent Institute, dove si occupa di economia politica e dove, dal 1995, è editorialista per la rivista Independent Review. Inoltre è membro del Ludwig von Mises Institute e del Cato Institute. Ha spesso collaborato con Lew Rockwell e la sua area di interesse spazia dall'economia, al diritto di proprietà fino alla guerra.
È stato docente di economia in diversi istituti, tra i quali la Washington University, Lafayette College, Seattle University, Oxford University e Stanford University.
Attualmente risiede a Covington, nella Parrocchia di St. Tammany (Louisiana).

## Opere

### Autore
- Competition and Coercion: Blacks in the American Economy, 1865-1914, 1977
- Crisis and Leviathan: Critical Episodes in the Growth of American Government, 1987
- Against Leviathan: Government Power and a Free Society, 2004
- Resurgence of the Warfare State: The Crisis Since 9/11, 2005
- Depression, War and Cold War: Studies in Political Economy, 2006

### Editore
- Arms, Politics, and the Economy: Historical and Contemporary Perspectives, 1990
- Hazardous to Our Health? FDA Regulation of Health Care Products, 1995
- Re-Thinking Green: Alternatives to Environmental Bureaucracy, 2005
- The Challenge of Liberty: Classical Liberalism Today, 2006